# اتسیو کارابلا
اتسیو کارابلا (ایتالیایی: Ezio Carabella؛ ‏ ۳ مارس ۱۸۹۱ – ۱۹ آوریل ۱۹۶۴) موسیقی‌دان، و آهنگساز اهل ایتالیا بود.
او پدر هنرپیشه ایتالیایی فلورا کارابلا بود.
از فیلم‌هایی که وی در آن‌ها نقش داشته است، می‌توان به آخرین رقص، اتصال کوتاه، ده فرمان، همچون برگ‌ها، فانی و شاهین نیل اشاره نمود.